# Delta-valerolattone
Il δ-valerolattone è un composto organico appartenente alla famiglia dei lattoni, derivato dalla condensazione ciclica dell'acido 5-idrossipentanoico. Liquido a temperatura ambiente, trova impiego a livello industriale come intermedio di reazione.

## Sintesi
Il δ-valerolattone è ottenuto per ciclizzazione spontanea dell'acido 5-idrossipentanoico in ambiente acquoso, dove il gruppo acido -COOH ed il gruppo ossidrilico -OH condensano formando l'estere lattonico:
HOCH2CH2CH2CH2COOH ⇄ C5H8O2 + H2O

## Reattività
Il δ-valerolattone, similmente al γ-butirrolattone, è un composto relativamente stabile, privo delle forti tensioni d’anello tipiche dei lattoni ciclici con meno di 4 atomi di carbonio o più di 5. In acqua il legame estereo si idrolizza portando alla formazione dell'idrossiacido corrispondente:
C5H8O2 + H2O ⇄ HOCH2CH2CH2CH2COOH